# RwandAir
RwandAir — национальная авиакомпания Руанды. Выполняет внутренние и международные рейсы в Восточную Африку, Центральную Африку, Западную Африку, Южную Африку, Европу, Ближний Восток и Азию. Главный хаб авиакомпании находится в аэропорту Кигали.

## История

### Начало деятельности
После геноцида 1994 года правительство Руанды предприняло несколько попыток возобновить деятельность бывшего национального перевозчика Air Rwanda, который прекратил свою деятельность во время геноцида. Различные частные компании проявили интерес к партнёрству с правительством. Базирующаяся в Уганде SA Alliance Air действовала как национальный перевозчик с 1997 по 2000 год. После того, как SA Alliance Air прекратила свою деятельность, правительство Руанды приняла решение создать собственную национальную авиакомпанию. RwandAir начала свою деятельность 1 декабря 2002 года в качестве нового национального перевозчика Руанды под названием Rwandair Express.

### Ребрендинг
Авиакомпания начала расширяться на региональном уровне, и к 2009 году сеть включала рейсы Дар-эс-Салам, Найроби и Гисеньи. В марте 2009 года авиакомпания зарегистрировала новую торговую марку RwandAir Limited. В июне 2009 года авиакомпания официально совершила ребрендинг, сменив название с Rwandair Express на RwandAir.
В мае 2010 года Рене Джаната стал генеральным директором, внедрив программу для часто летающих пассажиров. В октябре 2010 года Джон Миренге стал новым генеральным директором RwandAir.

### 2010—2015

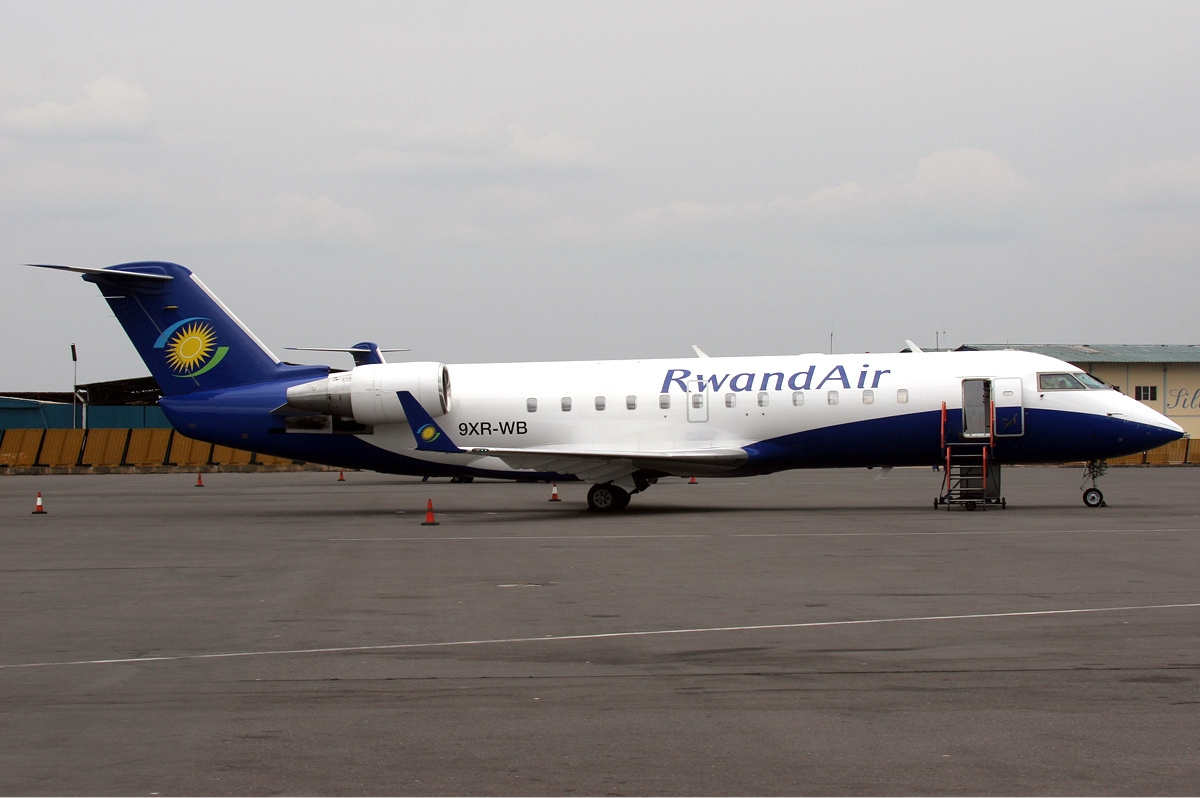
CRJ-200 авиакомпании RwandAir

В июле 2010 года RwandAir был поставлен первый Boeing 737-500; второй самолёт доставлен 20 октября 2010 года. Оба они арендованы у General Electric Capital Aviation Services, и каждый из них имеет двухклассную конфигурацию с 12 местами бизнес-класса и 90 местами эконом-класса.
В августе 2011 года авиакомпания получила свой первый самолёт, купленный непосредственно у производителя. Все предыдущие самолеты, эксплуатировавшиеся RwandAir, были либо взяты в лизинг, либо были подержанными. Приобретённый самолёт представляет собой Boeing 737-800 с интерьером Sky, и был единственным представителем поколения Boeing 737 Next Generation среди африканских авиакомпаний.
В октябре 2011 года RwandAir приняла поставку своего второго Boeing 737-800. В январе 2012 года авиакомпания вывеле из эксплуатации свои CRJ-200 в ожидании приобретения двух самолётов CRJ-900NG.
В феврале 2013 года Джон Мирендж объявил, что авиакомпания будет летать в Аккру, Кейптаун, Хараре, Джубу и Занзибар.
В мае 2015 года RwandAir стала членом ИАТА.

### 2015 — настоящее время
В 2017 году правительство Бенина предоставило авиакомпании RwandAir право на выполнение прямых рейсов из Бенина. RwandAir планирует разместить два самолёта типа Boeing 737 в международном аэропорту Котону в Бенине.
В феврале 2020 года, через два месяца после того, как Qatar Airways приобрела 60% акций международного аэропорта Руанды Бугесера, Qatar Airways также приобрела 49% акций RwandAir.

## Корпоративные данные

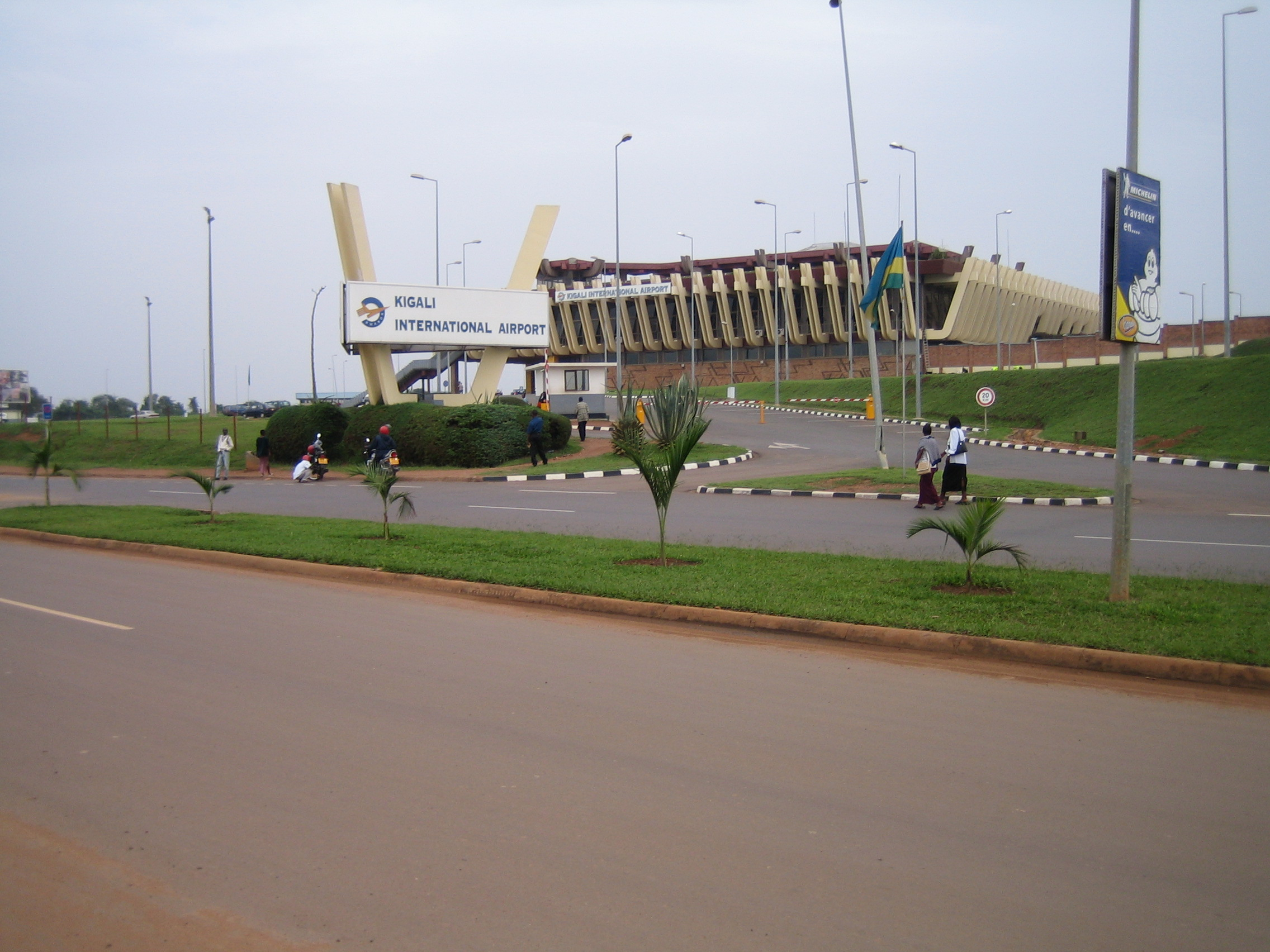
Здание, в котором находится штаб-квартира авиакомпании

Компания полностью принадлежит правительству Руанды.

### Штаб-квартира
Штаб-квартира авиакомпании расположена на верхнем этаже главного здания международного аэропорта Кигали в одноимённом городе, Руанды. Ранее штаб-квартира авиакомпании располагалась в Centenary House в Кигали. Авиакомпания перенесла штаб-квартиру из Centenary House в аэропорт 14 мая 2010 года и начала работу в новом офисе 17 мая 2010 года. Также офис авиакомпании располагался в здании Telcom House.

## Пункты назначения

### Код-шеринг
RwandAir заключила код-шеринговые соглашения со следующими авиакомпаниями:
- Brussels Airlines[22],
- Ethiopian Airlines[23],
- Qatar Airways[24],
- South African Airways[25],
- Turkish Airlines,
- Westair Aviation[англ.][26]

## Флот

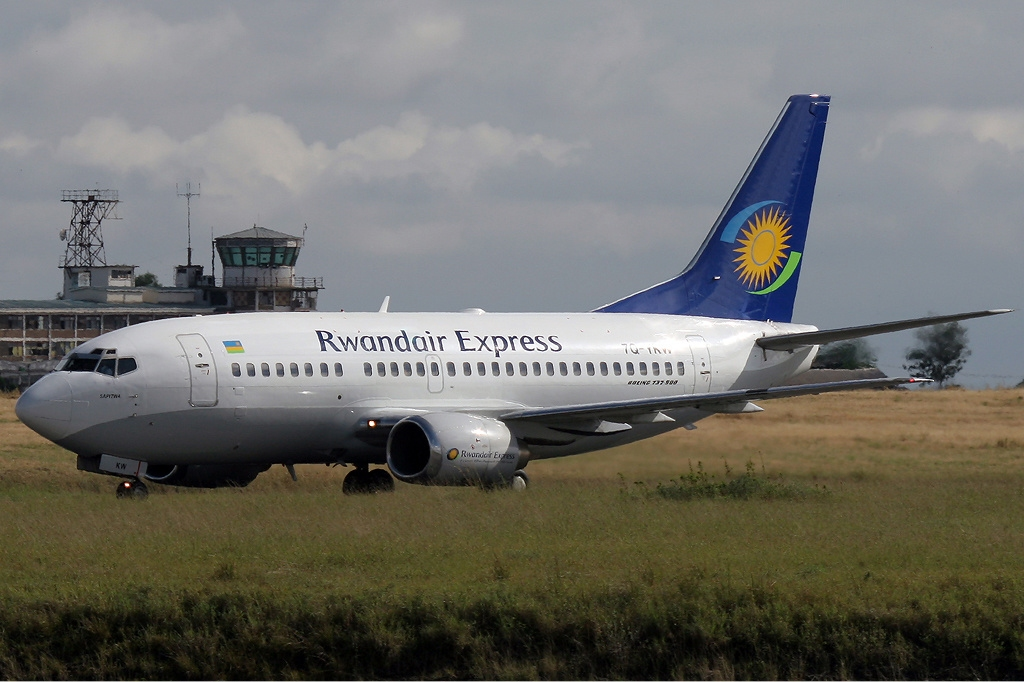
Boeing 737-500 авиакомпании RwandAir

По данным на март 2022 года флот авиакомпании состоит из следующих типов воздушных судов:
| Тип                  | В эксплуатации | Примечания |
| -------------------- | -------------- | ---------- |
| Airbus A330-200      | 1              |            |
| Airbus A330-300      | 1              |            |
| Boeing 737-700       | 2              |            |
| Boeing 737-800       | 4              |            |
| Bombardier CRJ-900   | 2              |            |
| Bombardier DHC-8-400 | 2              | [ 29 ]     |